# それいけ!アンパンマン ブラックノーズと魔法の歌
『それいけ!アンパンマン ブラックノーズと魔法の歌』（それいけ!アンパンマン ブラックノーズとまほうのうた）はやなせたかしによるアニメ及び絵本映画『それいけ!アンパンマン』シリーズ通算第22作。2010年（平成22年）7月10日公開。同時上映は『それいけ!アンパンマン はしれ!わくわくアンパンマングランプリ』。興行収入は3億円を記録している。

## 概要
『それいけ!アンパンマン』の映画はこの作品で第22作品目となる。本作では作者のやなせたかしが歌が好きということ、また歌えば元気になり、笑顔にもなれるということなので、歌がテーマとなっている。冒頭ではアンパンマン達が観客に、『アンパンマンのマーチ』が流れたら劇中のキャラクター達と一緒に歌うよう促している。
ゲスト声優に中谷美紀を迎え、同時上演作品の「はしれ!アンパンマングランプリ」のゲスト声優には演歌歌手・さくらまやを迎える。
中盤ではブラックノーズが昔この辺は岩だらけだったと、第18作『いのちの星のドーリィ』でのみみせんせいと同じような発言をしている。
本作から劇場版本編終了時のクレジットが「おしまい」に変更されている。

## あらすじ
カーナは、カナリアの雛鳥の化身である女の子。彼女は、嵐の夜に「暗闇の森」へ飛ばされ、闇の女王・ブラックノーズによって人間の姿に変えられ育てられた。
ある日、ブラックノーズの命令でアンパンマンワールドにやってきたカーナは、「暗やみの笛」を吹いて人々から幸せな気持ちを奪ってしまう。
「歌やダンスや美味しいパンは間違った幸せだ」と教えられ育って来たカーナ。自分が彼女に騙されていた事に気付いた時には、世界はブラックノーズによって暗闇の世界と化していた。

## 登場キャラクター（キャスト）
詳細はアンパンマンの登場人物一覧を参照。

### レギュラーキャラクター
アンパンマン
声 - 戸田恵子
ばいきんまん
声 - 中尾隆聖
本作では闇の音符を世界中に蔓延させたが、実はその後に世界を横取りしようとしており、ブラックノーズに攻撃を仕掛けるも返り討ちに遭う。ブラックノーズに攻撃された後はアンパンマンに協力的になっており、「アンパンマンのマーチ」を嫌々歌った（冒頭でもポップコーンをつまみながら嫌々歌っている）。「全世界・どんなにこんなに悪いで賞」を取ったとブラックノーズに話している（真偽不明）。なお、強制変身をさせられたのは『いのちの星のドーリィ』以来約4年ぶりとなる。
メロンパンナ
声 - かないみか
本作の主役でカーナと一緒にいることが多く、カーナを心配する場面も見られる。後半、ブラックノーズの攻撃をくらう寸前、アンパンマンに助けられたため唯一ヒヨコにされなかった。なお､ばいきんまんと同様強制変身されなかったのは2004年公開の『夢猫の国のニャニイ』以来6年ぶりとなる。
ジャムおじさん
声 - 増岡弘
バタコさん
声 - 佐久間レイ
めいけんチーズ
声 - 山寺宏一
ドキンちゃん
声 - 鶴ひろみ
ホラーマン
声 - 肝付兼太
体が骨でできているため、雛鳥にされた時、唯一卵の殻付きで変身している（原作絵本では白骨化した雛鳥となっている）。
しょくぱんまん
声 - 島本須美
カレーパンマン
声 - 柳沢三千代
クリームパンダ
声 - 長沢美樹
どんぶりまんトリオ
てんどんまん
声 - 坂本千夏
カツドンマン
声 - 三ツ矢雄二
かまめしどん
声 - 山寺宏一
SLマン
声 - 西村朋紘
みみせんせい
声 - 滝沢ロコ
カバオくん
声 - 山寺宏一
ピョン吉
声 - 原えりこ
ウサ子
声 - 中村ひろみ
ちびぞうくん
声 - 坂本千夏
コン太
声 - 宮川美保
クマ太
声 - 坂熊孝彦
ケーキちゃん
声 - 牧口真幸
本編と比べると、髪が長く第10作以来、目もより輝かしくなっている。
たこやきまん
声 - 坂熊孝彦
第2作以来20年ぶりの劇場版登場であったが、声優が変更されている。
おダンゴちゃん
声 - 宮川美保
ソフトクリームマン
声 - 山寺宏一
初代声優の鈴置洋孝が肺がんで死去してからは登場してもしばらく台詞がなかったが、今作で台詞がついた。
その後、TV1137話Aパート「ばいきんまんとソフトクリームマン」において台詞付の登場で再登場したが、こちらでは堀内賢雄が担当。

### ゲストキャラクター
カーナ
声 - 中谷美紀
カナリアの雛鳥の化身の女の子。髪の毛の色は茶色→オレンジ色。雛鳥の姿の頃、嵐の夜、巣から飛ばされて暗闇の森に落ち、ブラックノーズの魔法で人間の姿に変えられ、そのまま彼女の娘として育てられた。ブラックノーズによって谷底から地上に送り込まれ、彼女の封印を解くために「暗やみの笛」を吹いて人々の楽しい気持ちや幸せな感情を奪っていく。ブラックノーズから、美味しいものを食べたり歌ったりすることは間違った幸せだと教え込まれ、笑顔を見せない。コウモリのような翼で空を飛ぶ。
アンパンマンやメロンパンナの優しさに触れ、町の人たちとの触れ合いの中で人々の幸せな心を奪うことが間違っている事に気付き、暗やみの笛を吹くのをやめることを決意するが、その時にはブラックノーズはばいきんまんと手を組んでいて、ばいきんまんの罠にかかって封印を解かれてしまう。ブラックノーズに自分を操り人形のように利用されたことにショックを受け、更に彼女に捕らえられてしまうが、メロンパンナと共に明るい気持ちで歌うことで天使のような翼を生やした姿になり、町の住人に活気を与える。ブラックノーズが消滅した後は、笑顔の似合う少女になっていた。
ブラックノーズ
声 - 野沢雅子
谷底の地下にある暗闇の森に閉じ込められている闇の女王。長く突き出た黒い鼻と真っ黒なドレスの魔女の姿をしているが、本来の姿は翼竜のような怪鳥で、暗闇の森にもその姿を模した石像が複数存在する。強大な魔力を持ち、空を飛んだり青い火を吹いたりする他、見えない壁に守られていてトリプルパンチも効かない。嵐の夜に谷底に落ちてきた雛鳥を魔法でカーナという少女に変えて、彼女に「暗闇の世界こそが本当の幸せだ」と言う事を教え込みながら育てるが、その理由は外に出られない自分の代わりに封印を解かせる道具にする為だった。自身の封印を破壊するためには世界中の人々から幸せや希望を奪う必要があるため、カーナに「暗やみの笛」を持たせ地上に送りこみ、笛から出る音符でみんなの希望を奪わせるが、カーナがアンパンマンやメロンパンナにより優しさや楽しみを知ったことで計画が遅れる。カーナにアンパンマン達との共存する道を提案されるも受け入れなかった。
ばいきんまんの計略で闇の音符がだだんだんにより世界中に蔓延したことで完全に封印が壊されて自由になり、地上に飛び出して世界を暗黒で支配しようとした。岩のようなトゲで町やパン工場を破壊して、手から発する光線でジャムおじさん達やばいきんまん達をヒヨコの姿に変えてしまう。顔が汚れたアンパンマンを追いつめるが、カーナの歌で笑顔を取り戻した町のみんなが歌う『アンパンマンのマーチ』に苦しめられて形勢逆転。新しい顔のアンパンマンと空中で戦うが、人々の歌声に耳を塞いでいるところに全身を輝かせたアンパンチを食らい、正体を現した後に岩のように固まって消滅した。

### その他の登場キャラクター
ネコ美
モン吉
メーコ
ブタお
ドーナツマン
ベビードーナツ
モオさん
おそうじトリオ
おそうじまん
タワシくん
バケツくん
ひなた村の人々
ナスコさん
しろかぶじいさん
しろかぶばあさん
ニンジンさん
ポテトくん
はくさいくん
中華の国の人々
チャーハン王子
ギョーザくん
ギョーザ大臣
ギョーザ大臣2世
シュウマイ和尚
シュウマイ姉妹
くじらのクータン
イルカのベソ
スマイル
ペンギンぼうや
でかこ母さん
カバオくんのお母さん
カバオくんのお父さん
ヤギおばさん
ネコおじさん
街の人
以上、被害があったキャラクター。
やなせうさぎ（複数）
フラッペちゃん
チョコレートマン

## 用語
暗やみの笛
ブラックノーズがカーナに授けた笛。この笛から発せられる『闇の音符』の影響を受けるとうつ病のような状態になり、まともに動く元気すら無くなってしまう。
暗闇の森
谷底の地下にある森。ネムネムの林らしき化石の木が出る。

### 乗り物
アンパンマン号

#### バイキンメカ
だだんだん集音機型
腹部に集音機、両手と口にスピーカーが装備された新型のだだんだん。アンパンマンに破壊された、腹部に大砲を装備したタイプを改造したもの。カーナの吹く「暗やみの笛」の音符を100万倍に増幅して流すことができ、笛を吹くことをやめたカーナに代わってブラックノーズの封印を解いた。そしてブラックノーズに成り変わって世界を支配することを目論むばいきんまんの操縦でブラックノーズを音符で攻撃したが、光線に押し返されてしまい、ニワトリ型にされてしまった（操縦席のばいきんまん、ドキンちゃん、ホラーマンはヒヨコの姿にされた）。その後も頭の上半分をアンパンマンにもぎ取られてブラックノーズの攻撃を受け止める盾にされるなど、散々な目に遭う。

## スタッフ
- 製作 - 松元理人
- 企画 - 奥田誠治
- 原作 - やなせたかし 「ブラックノーズとまほうのうた」（フレーベル館刊）
- プロデューサー - 中谷敏夫、吉野朋子、久保雄輔、星野恵
- 脚本 - 金春智子
- 音楽 - いずみたく、近藤浩章
- キャラクターデザイン・作画監督 - 前田実
- 美術監督 - 石垣努、小山田有希
- 編集 - 鶴淵和子、鶴淵允寿
- 色彩設計 - 原田幸子
- 撮影監督 - 白尾仁志
- 音響監督 - 山田知明
- 音楽監督 - 鈴木清司
- 音響効果 - 糸川幸良
- 演出 - 山内東生雄
- 文芸担当 - 小野田博之
- 担当プロデューサー - 岩崎和義
- 監督 - 矢野博之
- 原画 - 菖蒲隆彦、星名靖男、志村恵美子、一川孝久、山中純子、とみながまり、遠藤栄一、山内貴美子、赤城由高、他
- アニメーション制作 - 東京ムービー
- 協力 - 読売新聞社
- 配給 - 東京テアトル、メディアボックス
- 制作 - アンパンマン製作委員会2010（日本テレビ、VAP、トムス・エンタテインメント、フレーベル館、やなせスタジオ）

## 楽曲
- オープニング「アンパンマンのマーチ」

終盤でカーナ達が歌ったものはトーンが通常のものより低くなっている。
- エンディング「勇気りんりん」

作詞：やなせたかし、作曲：三木たかし、歌：ドリーミング
- テーマ曲「分からないカーナ」

作詞：やなせたかし、作曲：ミッシェル・カマ、飛澤宏元、編曲：飛澤宏元、歌：ドリーミング

## それいけ!アンパンマン はしれ!わくわくアンパンマングランプリ
『それいけ!アンパンマン ブラックノーズと魔法の歌』の同時上映作品。前作には登場しなかったしょくぱんまんとカレーパンマンが本作で再登場し、この同時上映からロールパンナを除くパン戦士の5人が登場することとなった。次回作以降は歌と手遊びの同時上映になったため､本作が最後のアンパンマン達が関わるストーリーとなった。この作品は同時短編映画で最後のモノラル音源製作となった。

### あらすじ
アンパンマンワールドを一周する「アンパンマングランプリレース」を翌日に控え、クリームパンダも自分で作った車で出場しようと張り切っていた。ところが空からフラワーランドの妖精・たねまきマギーが落ちてきて車はバラバラになってしまう。レース当日、改良した車・フラワー号でクリームパンダとマギーはレースに出場する。
さて、優勝賞品には、咲かせる者の心によって色も形も変わる「ドリームフラワー」の種が用意されており、ばいきんまんはこれを「この世で一番美味しいお菓子」だと思い、 バイキン号に乗って覆面レーサーとしてレースに出場する。ゴール直前でのフラワー号とのデッドヒートで、バイキン号のエンジンが爆発してしまい車体が分解するアクシデントがあったものの、ばいきんまんは「ドリームフラワー」の種を奪う。ところが苦くて食べられなかったため返され、無事にクリームパンダとマギーの手に渡った。

### 登場キャラクター（キャスト）

#### レギュラーキャラクター
アンパンマン
声 - 戸田恵子
チェッカーフラッグを振る担当を務めた。
ばいきんまん
声 - 中尾隆聖
謎の覆面レーサーに扮してレースに出場。ズルしてまで優勝を狙うのはもちろん、他のレーサーを妨害しレースを台無しにしようと企むが、自滅してしまう事の方が多い。
ジャムおじさん
声 - 増岡弘
バタコさん
声 - 佐久間レイ
めいけんチーズ
声 - 山寺宏一
ドキンちゃん
声 - 鶴ひろみ
しょくぱんまんをレースに勝たせようと、ホラーマンと共に警察官や救急隊員に変装し、しょくぱんまん以外のマシンをスピード違反で取締まろうとしたり、間違った方向へ進ませようとしたりする。
しょくぱんまん
声 - 島本須美
自作のマシンでレースに出場。前作では未登場であったが、本作以降の同時上映作品には毎回登場するようになる。
カレーパンマン
声 - 柳沢三千代
自作のマシンでレースに出場。前作では未登場であったが、本作以降の同時上映作品には毎回登場するようになる。
メロンパンナ
声 - かないみか
同時上映への登場は『コキンちゃんとあおいなみだ』以来4年ぶりとなる。
クリームパンダ
声 - 長沢美樹
マギーとペアでレースに出場する。初めはわがままな彼女とは険悪なムードだったが、マギーに「どんなに無理だと思ってもくじけたりしない」「諦めちゃいけない」と説いた事で彼女を改心させるきっかけを作った。
ホラーマン
声 - 肝付兼太
かびるんるん
ばいきんまんの命令で、他の出場者のマシンのタイヤを緩めたり、橋をカビで腐食させたりした。
カバオくん
声 - 山寺宏一
ちびぞうくん
声 - 坂本千夏

#### ゲストキャラクター
マギー
声 - さくらまや
フラワーランドで綺麗な花を咲かせるために、種蒔きの修行をしている花の妖精の女の子。自分の思い通りに花が咲かない事に不満を持ってフラワーランドを飛び出してきた。わがままでマイペースだけど、優しいところもある。
マイクマン
声 - 藤井恒久（日本テレビアナウンサー）
つばさくんに乗ってレースの実況を行う。

#### レースの出場者
どんぶりまんトリオ
てんどんまん
声 - 坂本千夏
カツドンマン
声 - 三ツ矢雄二
かまめしどん
声 - 山寺宏一
3人1組で出場。最後はマシンが壊れてしまったらしく、神輿のように担ぎながらゴールした。
レアチーズ
声 - 冨永みーな
チーズとペアで出場。『しょくぱんまんとにせしょくぱんまん号』以来13年振りの登場。
ハンバーガーキッド
声 - 三ツ矢雄二
ピクルス
声 - 山寺宏一
アリンコキッド
声 - 山口健
キリギリス
鉄火のマキちゃん
かつぶしまん
アンコラ
自身の体格とマシンのサイズがあまりにも釣り合っていないため、マイクマンに「それは無理だろう」とつっこまれてしまった。

#### その他の登場キャラクター
ピョン吉
ウサコ
フラワー姫
声 - 潘恵子
フラワーランドを飛び出してしまったマギーを心配していた。
つばさくん
マイクマンの実況をサポートする。
すなおとこ
ユキダルマン
くじらのクータン
鉄火のコマキちゃん
コアンコラ
ニガウリマン
ドロンコくん
ネギーおじさん
Tシャツくん
トンガラシ
カレーどんまん
キャンドルちゃん
キャンディ姫
フランク
フルト
ダテマキマン
つみきまん
はみがきまん
なきむし
オカカちゃん
コウメちゃん
タラコちゃん
センスくん
ぶたまんまん
ピロシキおじさん
たこやきまん
おせんべまん
ナスコさん
あおばじん
タンゴ
ナットーマン
トロロくん
さといもちゃん
おしんこちゃん
ふとまきくん
ちゃきんくん
たいこまん
ナンカ・ヘンダー
ペッパーけいぶ
タケトンボマン
ちまきくん
ナシオ
ペアコ
チャツミちゃん
まりもくん
ソフトクリームマン
ショウロンポー三兄弟
ショウ
ロン
ポー
チョコレートマン
なっとうまきくん
にんにくこぞう
にんにく和尚
ナッツ
どうけしくん
でんでん一座
しろかぶくん
さつまあげどん
ちくわん
こんぶくん
こんにゃくん
みみせんせい
ブタお
クマ太
ネコ美
モン吉
キーコ
コン太
フラワーさん
チューリップさん
ゆりさん
アネモネさん
すいせんさん
つみきじん
ピッコロ
フルート
チューバ
ホルン
おおだいこまん
こだいこまん
以上、レースの観客者で登場。
チビマリン
イルカのベソ
エンディングのみ登場。

### 乗り物と道具
アンパンマン号
フラワー号
クリームパンダ号
しょくぱんまん号（自作）
カレーパンマン号
どんぶりまん号
鉄火のマキ号
かつぶしまん号
アンコラ号
ワンワン号
めいけんチーズとレアチーズで出場するマシーン。
バイキン号
パトカー
救急車
ドリームフラワーの種

### バイキンメカ
バイキンUFO

### 制作
監督は『それいけ!アンパンマン だだんだんとふたごの星』（2009年）を担当した川越淳が担当しており、川越は2016年のインタビューの中でやなせに明るく楽しい作風を褒めてもらったと振り返っている。

### スタッフ
- 原作 - やなせたかし「アンパンマンとはなのしろ」（フレーベル館刊）
- 製作 - 松元理人、大島満
- プロデューサー - 吉野朋子、久保雄輔、中谷敏夫、星野恵
- 脚本 - 菅良幸
- 音楽 - いずみたく、近藤浩章
- キャラクターデザイン - 前田実
- 作画監督 - 阿部純子
- 美術監督 - 米元博行
- 編集 - 鶴渕充寿、鶴渕和子
- 色彩設計 - 平山礼子
- 撮影 - 川田敏寛
- 音響監督 - 山田知明
- 音楽監督 - 鈴木清司
- 音響効果 - 糸川幸良
- 文芸担当 - 小野田博之
- 担当プロデューサー - 岩崎和義
- 監督・レイアウト - 川越淳
- 原画 - 西澤晋、春日久美子、大槻ちえ、柴田和子、今野亜希子、マーヴィージャック、川越淳、阿部純子
- アニメーション制作 - 東京ムービー
- 協力 - 読売新聞社
- 製作 - VAP

### 楽曲
エンディング「たねまきマギー」
作詞：やなせたかし、作曲：ミッシェル・カマ、古賀稔宏、編曲：古賀稔宏、歌：さくらまや（マギー）
本作のエンディング映像は本編の後日談であり、台詞も挿入されている。